# Кракаухинтермюлен
Кракаухинтермюлен (нем. Krakauhintermühlen) — коммуна (нем. Gemeinde) в Австрии, в федеральной земле Штирия. 
Входит в состав округа Мурау.  Население составляет 585 человек (на 31 декабря 2005 года). Занимает площадь 80,93 км². Официальный код  —  61405.

## Политическая ситуация
Бургомистр коммуны — Конрад Эстерль (АНП) по результатам выборов 2005 года.
Совет представителей коммуны (нем. Gemeinderat) состоит из 9 мест.
- АНП занимает 5 мест.
- СДПА занимает 3 места.
- АПС занимает 1 место.